# Bangor Fuels Arena
El Bangor Fuels Arena es un estadio de fútbol ubicado en la ciudad de Bangor, Irlanda del Norte y actualmente es la sede de los equipos Bangor FC y Ards FC.

## Historia
Fue inaugurado el 14 de septiembre de 1935 con el nombre Clandeboye Park, nombre que tuvieron hasta 2015 cuando lo cambiaron por razones de patrocinio, y el partido inaugural fue una derrota del Bangor FC por 0-1 ante el Cliftonville FC. El Bangor FC tomo como sede el estadio tras dejar el Ballyholme Showgrounds
Antiguamente el campo de fútbol del estadio estaba rodeado por una pista de atletismo. En los años 1960 se organizaban regularmente en el recinto carreras de coches y karts, época en la que el estadio era uno de los más pequeños de Irlanda del Norte hasta que removieron la pista.
En la década de 1980 se construyó el actual edificio del club, que se encuentra en el centro del campo, en la línea lateral norte. La anterior sede del club, situada detrás de la línea de fondo en el lado este del campo, fue demolida en la década de los años 1990 para dejar espacio para gradas adicionales. El 4 de noviembre de 1987 se inauguró la iluminación artificial en el estadio. En la primera mitad de la década de 1990, el estadio acogió tres partidos del Bangor FC en competiciones europeas.
En 1998 el Ards FC pasó a jugar de local sus partidos en el estadio luego de dejar Castlereagh Park.